# Europees kampioenschap voetbal 2008 (Groep B) Oostenrijk - Polen
Dit artikel gaat over de wedstrijd in de groepsfase in groep B tussen Oostenrijk en Polen gespeeld op 12 juni 2008 tijdens het Europees kampioenschap voetbal 2008.

## Voorafgaand aan de wedstrijd
Oostenrijk en Polen hadden beide hun eerste groepswedstrijd verloren.

## Wedstrijdgegevens

De basisopstellingen van beide landen.

| Datum                | 12 juni 2008               | 12 juni 2008               |
| Stadion              | Ernst Happelstadion, Wenen | Ernst Happelstadion, Wenen |
| Toeschouwers         | 53.000                     | 53.000                     |
| Scheidsrechter       | Howard Webb                | Howard Webb                |
| Assistenten          | Darren Cann Mike Mullarkey | Darren Cann Mike Mullarkey |
| Vierde man           | Viktor Kassai              | Viktor Kassai              |
| Man van de wedstrijd | Roger Guerreiro            | Roger Guerreiro            |
|                      | Oostenrijk                 | Polen                      |
| Doelpunten           | 1                          | 1                          |
| Gele kaarten         | 2                          | 3                          |
| Rode kaarten         | 0                          | 0                          |
| Wissels              | 3                          | 3                          |
| Schoten op doel      | 5                          | 8                          |
| Schoten naast doel   | 6                          | 4                          |
| Overtredingen        | 12                         | 23                         |
| Hoekschoppen         | 9                          | 8                          |
| Buitenspel           | 1                          | 2                          |
| Vrije trappen        | 25                         | 13                         |
| Strafschoppen        | 0                          | 0                          |
| Balbezit (tijd)      |                            |                            |
| Balbezit (%)         | 49                         | 51                         |

| Oostenrijk | 1 – 1           | Polen |
| Ivica Vastić 90+3' | goals (assists) | 30' Roger Guerreiro |
| Josef Hickersberger | bondscoach      | Leo Beenhakker |
| Martin Stranzl Emanuel Pogatetz René Aufhauser 74' Christoph Leitgeb Roland Linz 64' Andreas Ivanschitz 64' Ümit Korkmaz György Garics Sebastian Prödl Martin Harnik Jürgen Macho | opstellingen    | Artur Boruc 46' Mariusz Jop Dariusz Dudka Jacek Bąk Ebi Smolarek Jacek Krzynówek 83' Marek Saganowski Marcin Wasilewski Michał Żewłakow Mariusz Lewandowski 85' Roger Guerreiro |
| Ivica Vastić 64' Roman Kienast 64' Jürgen Säumel 74' | wissels         | 46' Paweł Golański 83' Wojciech Łobodziński 85' Rafal Murawski |
| Ümit Korkmaz 56' Sebastian Prödl 72' | gele kaarten    | 58' Marcin Wasilewski 61' Jacek Krzynówek 90+3' Jacek Bąk |
| | rode kaarten    | |

## Overzicht van wedstrijden
| Groepswedstrijden | | | |
| Groep A | Groep B | Groep C | Groep D |
| Zwitserland - Tsjechië Portugal - Turkije Tsjechië - Portugal Zwitserland - Turkije Zwitserland - Portugal Turkije - Tsjechië | Oostenrijk - Kroatië Duitsland - Polen Kroatië - Duitsland Oostenrijk - Polen Oostenrijk - Duitsland Polen - Kroatië | Roemenië - Frankrijk Nederland - Italië Italië - Roemenië Nederland - Frankrijk Nederland - Roemenië Frankrijk - Italië | Spanje - Rusland Griekenland - Zweden Zweden - Spanje Griekenland - Rusland Griekenland - Spanje Rusland - Zweden |
| Kwartfinales | | | |
| Portugal - Duitsland | Kroatië - Turkije | Nederland - Rusland | Spanje - Italië                                                                                                   |
| Halve finales | | | |
| Duitsland - Turkije | Duitsland - Turkije                                                                                                  | Rusland - Spanje | Rusland - Spanje                                                                                                  |
| Finale | | | |
| Duitsland - Spanje | | | |